# Zdroje (powiat pilski)
Zdroje – krajeńska osada leśna w Polsce położona w województwie wielkopolskim, w powiecie pilskim, w gminie Łobżenica.
W latach 1975–1998 miejscowość administracyjnie należała do województwa pilskiego.
Inne miejscowości o nazwie Zdroje: Zdroje